# 吳卿憐
吳卿憐（1769年—1799年），女，清朝詞人，精通算術，早年在蘇州做歌女，十多歲時被王亶望買了為妾。王亶望死後，先後被蔣錫棨、和珅納為妾侍。

## 簡歷
王亶望因甘肅冒賑案被處死以後，吳卿憐被蔣錫棨買去。蔣錫棨聽說和珅需要此女，便把她送給了和珅。和珅家的金錢事務都由她、二夫人長氏和太監呼什圖三人主持。她把和府帳目處理得很好，成了和珅家裡家務以及理財的重要人員。吳卿憐喜愛吃廣東荔枝，和珅為了討好卿憐特地命下屬快馬把荔枝從廣東運到北京，重演當年唐玄宗討好楊貴妃之事。

## 評價
吳恭亨在其著作《對聯話》中稱吳卿憐的詞句優美，委婉動人。

## 吳卿憐絕句八章
吳卿憐有絕句八章流傳後世，是吳卿憐總結一生的詩詞：
「曉妝驚落玉搔頭，宛在湖邊十二樓。魂定暗傷樓外景，湖邊無水不東流。」（其一）
（這天和珅下獄，吳卿憐在化妝理髮時聽到消息，王亶望任浙江巡撫時，府中亭台樓閣以寶玉裝飾，共十二座連在一起）
「香稻入唇驚吐日，海珍列鼎厭嘗時。蛾眉屈指年多少，到處滄桑知不知？」（其二）
（和珅府被抄時，嚇得正在進膳的人吐飯。抄家時，和家上下正在進食燕窩湯，和家人吃厭了的燕窩湯，兵丁見到後，紛紛大嚼，稱之為「洋粉雲」）
「緩歌慢舞畫難圓，月下樓台冷繡襦，終夜相公看不足，朝天懶去倩人扶。」（其三）
（和珅自盡時因為不想看到至親死去所以吳卿憐沒有出現）
「蓮開並蒂豈前因，虛擲鶯梭廿九春。回首可憐歌舞地，兩番俱是個中人。」（其四）
（訴說被賣作歌女的不幸）
「最不分明月夜魂，何曾芳草怨王孫。梁間燕子來還去，害殺兒家是戟門。」（其五）
（被蔣錫棨送給和珅）
「白雲深處老親存，十五年前笑語溫、夢裡輕舟無遠近，一聲款乃到吳門。」（其六）
（王亶望當年將吳卿憐救出煙花之地）
「村姬歡笑不知貧，長袖輕裾帶翠顰。三十六年秦女恨，卿憐猶是淺嘗人。」（其七）
（秦女是指楚平王之子太子建妻子，秦哀公之女的陪嫁侍妾，與吳卿憐一樣出身寒微，而且一樣為權力者所擁有，秦女得年三十六，吳卿憐當年廿九）
「冷夜痴兒掩淚題，他年應變杜鵑啼。啼時休向漳河畔，銅爵春深燕子棲。」（其八）
（表達了自己的人生殘酷，將來投胎時應該變成杜鵑，而且不要回到那個煙花之地）

## 自盡
於和珅自殺兩天後，上吊自盡，追隨和珅而去。享年三十歲。